# Клавок (гидроаэропорт)
Гидроаэропорт Клавок (англ. Klawock Seaplane Base), (ИКАО: PAQC, FAA LID: AQC) — гражданский гидроаэропорт, расположенный в населённом пункте Клавок (Аляска), США.

## Операционная деятельность
Гидроаэропорт Клавок расположен на высоте уровня моря и эксплуатирует одну взлётно-посадочную полосу:
- NW/SE размерами 1524 х 305 метров, предназначенную для приёма гидросамолётов.

В гидроаэропорту Клавок базируются два однодвигательных самолёта.